# Rockin' Robin (worstelaarster)
Robin Denise Smith (?, 9 oktober 1964), ook bekend als Rockin' Robin, is een Amerikaans professioneel worstelaarster. Ze is de jongste zus van Aurelian Smith Jr. (Jake "The Snake" Roberts) en de zus van Michael Maurice Smith (Sam Houston) die allebei ook professioneel worstelaars zijn.

## In worstelen
- Finishers
  - Diving bulldog

- Signature moves
  - Crossbody
  - Dropkick

- Worstelaars waarvan Robin de manager is
  - Tommy Rich

## Prestaties
- Great Lakes Wrestling Association
  - GLWA Women's Championship (1 keer)

- Universal Wrestling Federation
  - UWF Women's World Championship (1 keer)

- World Wrestling Federation
  - WWF Women's Championship (1 keer)

- Andere titels
  - LMLW International Championship (1 keer)